# Locomotora Jenny Lind
La Jenny Lind fue la primera de una clase de diez locomotoras de vapor construidas en 1847 para el Ferrocarril de Londres, Brighton y la Costa Sur (LB&SCR) por E. B. Wilson and Company de Leeds. Recibió el nombre en honor de Jenny Lind (1820-1887), una famosa cantante de ópera sueca de la época. El diseño general resultó ser tan exitoso que los fabricantes lo adoptaron para su uso en otros ferrocarriles y se convirtió en el primer tipo de locomotora producida en una serie relativamente larga. El tipo "Jenny Lind" también se copió ampliamente a finales de la década de 1840 y 1850, y hasta la década de 1860.

## Historia
Se le pidió a David Joy, el proyectista en jefe de E. B. Wilson and Company, que visitara los Talleres Ferroviarios de Brighton para hacer calcos de los dibujos de una locomotora 2-2-2 diseñada por John Gray para el ferrocarril, de modo que se pudieran construir diez unidades más. Sin embargo, antes de que completara la tarea, Gray había sido despedido de su puesto de superintendente de locomotoras, y su sucesor Thomas Kirtley no estaba a favor del complicado movimiento de pata de caballo ideado por Gray. Como resultado, quedó en manos de Joy y James Fenton, el gerente de los talleres de E.B. Wilson, la tarea de adaptar el diseño. Joy había pasado sus años formativos estudiando todas las locomotoras que encontraba, dibujándolas, tomando notas e interrogando a sus propietarios y tripulaciones y, si podía, subirse a ellas.
Como es habitual en la ingeniería, había que respetar una serie de equilibrios en el diseño de las locomotoras de vapor. Hay un límite en el ritmo al que se puede suministrar vapor a los pistones, y por lo tanto, se obtuvo mayor velocidad empleando ruedas motrices más grandes. Sin embargo, estas ruedas limitaban el tamaño de la caldera, que quedaba encajada entre ellas, particularmente con la preocupación de la época por un centro de gravedad más bajo. La tendencia había sido alargar las calderas introduciendo ruedas de apoyo delanteras y traseras. Por lo tanto, las máquinas de pasajeros, como las llamadas locomotoras de caldera larga, generalmente tenían una disposición de ruedas 4-2-0. Sin embargo, una caldera demasiado larga también crea inestabilidad. Algunas locomotoras mejoraron la adherencia para cargas más pesadas acoplando pares de ruedas motrices, pero las barras de acoplamiento de hierro forjado tendían a romperse, especialmente a gran velocidad. Por lo tanto, las locomotoras con cuatro y seis ruedas acopladas se utilizaron preferentemente para trenes de mercancías, que circulaban a velocidades más reducidas.
Joy y Fenton se decidieron por una caldera de tamaño mediano, con un área de superficie calentada de 800 ft² (74,3 m²) y una presión de 120 psi (827 kPa); y se concentraron en su capacidad de generar vapor. En esto, James Fenton tenía especial pericia. El motor tenía cilindros interiores de 15 x 20 pulgadas (381 x 508 mm) y ruedas motrices de 6 pies 0 pulgadas (1,8 m) diámetro. El llamado bastidor "mixto" de Gray tenía un marco interior para los cilindros y las ruedas motrices, con cojinetes interiores, y un marco exterior para las ruedas delanteras y traseras (de 4 pies 0 pulgadas (1,2 m) de diámetro), que usaban cojinetes exteriores. El marco interior finalizaba en el fogón, de modo que este último fuera tan ancho como permitieran las ruedas. De esta manera, minimizó el voladizo en cada extremo.
Después del refuerzo de varios elementos mecánicos, la máquina pesaba tres toneladas más de lo esperado. Sin embargo, rodaba con soltura y era económico en combustible. A esto se atribuyó su éxito, junto con el aumento de la presión de la caldera que se había hecho posible con el paso de los años. Sin embargo, también se debe atribuir su éxito a los diseños de la suspensión ideados por Joy, que hicieron la marcha de la locomotora extremadamente fluida y estable. El nombre "Jenny Lind" se le dio a la primera máquina entregada al LB&SCR.

### El tipo Jenny Lind
La nueva clase resultó ser tan exitosa que Wilson & Co. utilizó la configuración de la locomotora como su diseño estándar, construyéndose más de setenta unidades para varios ferrocarriles, incluidas veinticuatro para el Ferrocarril de Midland. Se podría decir que es la primera locomotora en ser producida en una serie relativamente larga con un patrón consistente. De hecho, los fabricantes cobraron una prima considerable por las variaciones, aunque en respuesta a la fuerte demanda, más adelante construyeron una serie de "large jennies" (jennies grandes).
Otros fabricantes y ferrocarriles también adoptaron el tipo. John Chester Craven, el sucesor de Kirtley en Brighton, construyó una clase de cinco "sencillas Jenny Lind" similares de 1853 a 1854. Beyer Peacock también construyó en 1860 un tipo de locomotoras ampliadas para las vías de ancho ibérico, encargadas por el Ferrocarril Sudoccidental Portugués.

## Enlaces de imagen
- Wikimedia Commons alberga una categoría multimedia sobre Locomotora Jenny Lind.

### Dibujos
- "Ciencia y sociedad" vista de la locomotora
- Dibujo a pluma de "Ciencia y sociedad" de alzado lateral
- Dibujos técnicos, Oficina de Patentes de Glasgow: Elevación y sección longitudinal (Britische Bahn Wiki)

### Fotos históricas
- Fotografía histórica, mediados del siglo XIX, “Hombres de Brighton Engine con la locomotora Brighton No. 65”, representada en .com/the-early-struggles.php The Brighton Branch of A.S.L.E.F.: The Early Struggles
- Foto histórica “OW&WR 'Jenny Lind' Class 2-2-2 'Will Shakspere' ” Archivado el 8 de diciembre de 2013 en Wayback Machine., representada en [https:/ /spellerweb.net/rhindex/UKRH/GreatWestern/Narrowgauge/WestMid.html Páginas web de John Speller - GWR de vía estrecha: Ferrocarril de West Midland]

- Datos: Q6179376
- Multimedia: E. B. Wilson and Company “Jenny Lind” type locomotives / Q6179376